# Роберт Филмер
Роберт Филмер (1588 - 26. мај 1653, Ист Сатон, Кент, Енглеска) - енглески политички филозоф, ројалиста и представник ториизма. Бранио је идеје о патријархалном пореклу државе и неуспеху демократије као облика државног уређења, чему је посветио више дела. Филмерово главно дело, „Патријархат или природна моћ краљева“, стекло је највећу славу након што га је критиковао Џон Лок.

## Биографија
Тачан датум Филмеровог рођења није утврђен. Помиње се 1604. година, али већина извора, укључујући Енциклопидију Британику, указује на 1588. годину. Роберт је рођен у породици британских аристократа из Ист Сатона у Кенту. Отац - Едвард Филмер, мајка - Елизабет. Роберт је студирао на Тринити колеџу, Универзитету Кембриџ и у Линцолн'с Инн Барристерс' школи. Тако је 1613. године Филмер добио статус адвоката, али није познато да ли се бавио адвокатуром. Роберт и Ен Хетон су се 8. августа 1618. венчали у цркви Светог Леонарда у Лондону, а почетком 1620. постали су родитељи. Проглашен је витезом од краља Чарлса I.
Филмеров отац је умро у новембру 1629. и Роберт је, као најстарије дете, преузео властелинство и имање, поставши глава породице. Од 30-их година 17. века радио је као мировни судија.
Током Енглеског грађанског рата, Филмерово имање су опљачкали Роундхеади, а од 1643. године, његова имања у Вестминстеру и Кенту била је подложна високим порезима које је наплаћивао парламент. Осим тога, почела је истрага против Роберта, који је био осумњичен да подржава краља. Као резултат тога, Филмер је неколико година био затворен у замку Лидс, а имовина му је конфискована, иако нису пронађени материјални докази. Истрага је тврдила да је могао тајно снабдевати оружјем кавалирске трупе.
Филмер је умро 26. маја 1653. године, иако ЕСБЕ указује на 1688. годину. Сахрана је одржана у Источном Сатону 30. маја. Иза њега су највероватније остали супруга, три сина и ћерка (преостала деца су умрла пре 1653). Робертов најстарији син Едвард био је члан Тајне коморе.

## Погледи
Роберт Филмер је био ватрени присталица ројализма. За живота је написао једину расправу засновану на чињеницама из Библије, енглеске историје и историје антике, расправа је објављена након његове смрти. У њему је Филмер тврдио да је монарх историјски потомак и наследник Адама, па му је Бог дао право да влада. Из његове расправе произилази да је свака власт монарха над својим поданицима очинска, као и власт оца над својом децом. У овој пресуди он се заснивао на завету из Библије: „Поштуј оца свога...“
Пошто отац мора да воли своју децу, монарх треба да третира своје поданике као своју децу, а да ни у ком случају не постаје деспот. Према Филмеру, апсолутну власт и могућност да мења законе треба дати монарху, као јединој слободној особи, а сви остали треба да буду подложни њему. Парламент може постојати само као саветодавно тело. Џон Лок је критиковао Роберта Филмера због негирања могућности људске слободе.
Живећи на имању, Филмер је био убеђен да је друштвени систем који је изградио око себе у својој земљи био модел идеалног политичког система који би требало да постане политички систем целе Енглеске. Своју државну структуру сматрао је јединим исправним током ствари.

## Иѕвори
1. ↑  Filmer, Robert, Cambridge Texts in the History of Political Thought, Cambridge University Press, стр. 328—332, Приступљено 2024-07-03
2. 1 2  „Christopher Hill. <italic>The English Bible and the Seventeenth Century Revolution</italic>. New York: Penguin. 1993. Pp. xiii, 466. $30.00”. The American Historical Review. 1995. ISSN 1937-5239. doi:10.1086/ahr/100.4.1248.
3. 1 2  Bostridge, Ian (1997-03-27), Witchcraft Abroad, Oxford University Press, стр. 203—232, Приступљено 2024-07-03